# Teorias Soviéticas e a questão da Montagem
As Teorias Soviéticas e a questão da Montagem foram um movimento de tendências vanguardistas no teatro, na pintura, na literatura e no cinema, majoritariamente financiadas pelo governo da União Soviética. No período mudo do cinema, o estilo de bricolagem foi substituído nos anos 1920 pelos teóricos-cineastas soviéticos, que refletiam sobre a montagem/edição. 
Em 1920 foi fundado o Instituto Estatal de Cinematografia, o qual formou intelectuais que buscavam construir uma indústria cinematográfica socialista, capaz de combinar criatividade autoral, eficácia política e popularidade de massa. Esses intelectuais queriam passar a imagem de “operários da cultura” para se aproximar através do cinema das massas e da classe trabalhadora, contribuindo para revolucionar e modernizar a Rússia. 
Os estudiosos visavam dar foco para a construção, assim como a técnica, e o experimento dentro das obras cinematográficas. Para eles, a montagem era a principal operação fundamental que funcionava como base para a cine-poética e era vista como o axioma sobre o qual se construía a cultura cinematográfica internacional, conforme o manifesto sobre o som escrito em 1928 por Eisenstein, Pudovkin e Alexandrov. Nesse manifesto, os três diretores alertavam contra a tentação do som fonético sincronizado e exigiam, ao invés disso, um contraponto entre imagem e som. 
Para os teóricos soviéticos, a montagem dava vida aos materiais de base do plano individual. Eles eram estruturalistas a frente do seu tempo, pois entendiam o plano cinematográfico como destituído de um sentido intrínseco antes de sua inserção em uma estrutura de montagem. Ou seja, adquiria sentido apenas em relação, como parte de um sistema maior.

### Efeito Kuleshov
Lev Vladimirovitch Kuleshov (1899-1970) foi um cineasta russo e fundador da primeira escola de cinema do mundo, também foi o grande pioneiro da estética da montagem soviética.
Em sua perspectiva, o cinema servia para exercer controle sobre os processos cognitivos e visuais do espectador através da capacidade da montagem para organizar fragmentos dispersos em uma sequência rítmica e com sentido.
No início dos anos 1920, Kuleshov elaborou experimentos para demonstrar que o uso da montagem na técnica cinematográfica gerava emoções além do conteúdo dos planos individuais. 
O “efeito Kuleshov” é um experimento que consiste em testar a reação do público colocando a mesma cena do ator Mosjoukine, com uma expressão neutra, antes das cenas de um prato de comida, um caixão infantil e uma mulher posando. Essa sobreposição tinha o objetivo de produzir diferentes efeitos emocionais (como fome, dor e desejo) na expressão do ator, fazendo o público acreditar que eram atuações diferentes. Após obter o resultado, Kuleshov concluiu que era a técnica de montagem que gerava a emoção, e não o que estava sendo gravado nas cenas. 
Após a conclusão sobre a técnica, o teórico fez uma análise comparativa entre seu método e a montagem americana — que tinha uma narrativa rápida, ritmo na montagem e dinamismo nas cenas de ação. Com isso, ele conseguiu identificar os fatores de sucesso nos filmes norte-americanos de lutas, em contraponto a lentidão com que as imagens eram postas no estilo de montagem europeia. Assim, para Kuleshov, a questão da montagem cinematográfica estava na organização do material filmado e a combinação entre a matéria-prima e os vários planos gravados, no qual na montagem expressava o essencial para produzir significado fácil para o público, por meio de planos curtos e simples.

### Pudovkin
Vsevolod Pudovkin (1893-1953) foi um aluno de Kuleshov que acreditava que a chave do cinema estava na organização do olhar e na manipulação das percepções através da montagem, da encenação e de técnicas retóricas como o contraste, o paralelismo e o simbolismo. Para Pudovkin, a edição criava as mudanças de foco e de atenção da percepção dos espectadores. Em suas obras Film technique e Film acting, Pudovkin esclareceu os fundamentos essenciais da narrativa contínua e da organização espaço-temporal, principalmente sob a perspectiva do cineasta. 
Após ter estudado bastante a montagem de Griffith, chegou a conclusão de que a montagem deveria ser capaz de transpassar ideias na narrativa, através da montagem construtiva a qual possui princípios gerais como: o ponto de vista filmado são os fragmentos da película provindos da matéria-prima; a montagem é feita de acordo com fatos, mas não fatos reais; o montador poderia interferir e excluir os fragmentos que não sejam visto como importante para narrativa e atrativo para o público. Os planos em sua teoria são como “tijolos” na construção fílmica, a ordem em que esse material é formado resultará no pretendido pelo montador, por isso a edição não é somente um recurso simples para contar histórias.

### Eisenstein
Sergei Eisenstein (1898-1948) foi o mais influente teórico soviético da montagem. Ele combinava especulação filosófica, ensaio literário, manifesto político e manual de realização em sua abordagem, e defendia um cinema mais estilizado, intelectual e ousado, que pudesse ser aprimorado através da união com as outras artes. Eisenstein tinha uma perspectiva multicultural, que trazia concepções do teatro de sombras chinês, do kabuki japonês, formas indígenas-americanas e da estética rasa hindu. Ele considerava os princípios dessas culturas relevantes para o desenvolvimento de um cinema moderno. Os pontos centrais da estética eisensteiniana são as noções de contraponto, tensão e conflito, criando choques. 
Baseado em sua experiência com o teatro político de vanguarda, Eisenstein destacou a técnica da "montagem de atrações" — inspirada no circo e parque de diversões — e os efeitos reflexológicos de choque do que ele chamava de "cine-punho", em oposição ao "cine-olho" de Vertov.  A montagem de atrações eisensteiniana visava uma estética festiva que privilegiava pequenos blocos de cena semelhantes a esquetes, grandes reviravoltas e momentos mais intensos, como batidas de tambores, acrobacias e flashes de luz repentinos, todos organizados em torno de temas específicos e destinados a impactar o espectador. Ao contrário de Kuleshov, no qual defendia que o ato da montagem seria invisível, Eisenstein em contraposição defendia que a narrativa sempre deveria estar evidente e não invisível. 
Eisenstein fazia um cinema anti-naturalista, baseado nos poderes da composição pictórica e da interpretação estilizada , além de valorizar a typage, uma escolha de elenco com base nas conotações dos traços físicos dos atores, representando tipos sociais facilmente reconhecíveis. Enquanto Kuleshov mencionava uma "ligação", Eisenstein, em seu texto "Uma abordagem dialética à forma cinematográfica", referia-se ao "conflito" como essencial. 
Havia um interesse de Eisenstein em uma construção diegética da história que fosse truncada, descontínua e fragmentada, com interrupções por digressões e elementos extra diegéticos. Ele via o cinema como uma ferramenta poderosa para estimular o pensamento crítico e questionar ideologias, utilizando técnicas construtivistas. Em vez de relatar histórias por meio de imagens, buscava pensar por meio delas, empregando o choque entre diferentes planos para gerar estímulos cognitivos na mente do espectador, resultantes da dialética entre preceito e conceito, e entre ideia e emoção.
Eisenstein também convidava a adoção de uma escrita ideográfica (às vezes incorretamente chamada de "hieroglífica") como modelo para sua abordagem cinematográfica alternativa, baseada em vestígios estilizados de uma antiga linguagem pictórica. A utilização tanto das "atrações" quanto da escrita ideográfica levou a uma rejeição teórica do realismo dramático convencional. 
Ele acreditava que o significado de um plano cinematográfico residia em sua interação com outros planos dentro de uma sequência de montagem. A montagem era fundamental tanto para o domínio estético como ideológico. Na visão de Eisenstein, o cinema era essencialmente transformador, buscando não apenas a contemplação estética, mas também a ação social, ao confrontar o espectador com os problemas contemporâneos. Ele comparou o cinema a um trator, destacando sua capacidade de "arar" a mente do espectador. Ao contrário das estratégias da vanguarda, Eisenstein defendia um cinema experimental de vanguarda popular, acessível às grandes massas.
Eisenstein, influenciado por Hegel e Marx, via a luta dialética como essencial não apenas na vida, mas também na arte. Ele estetizava a dialética hegeliana/marxista, dando uma abordagem temporal às colagens espaciais cubistas. Sua montagem buscava criar tensões irresolutas entre som e imagem, refletindo sua visão de conflito como fundamento artístico. Seu pensamento era repleto de oxímoros, como "misticismo pavloviano" e "esteticismo marxista", refletindo as contradições contidas em suas ideias.
Em seus escritos, Eisenstein desenvolveu uma tipologia da montagem, desde a métrica até a intelectual, cada uma criando efeitos específicos no espectador. Ele incentivava a exploração de harmonias e dominantes para criar um "impressionismo" cinematográfico. Sua linguagem incorporava frequentes analogias musicais, destacando sua influência na teoria cinematográfica.
Eisenstein valorizava a descontinuidade artística, vendo cada fragmento de filme como parte de uma construção semântica baseada em justaposição e conflito. Ele via as aparências fenomênicas como matéria-prima para uma escrita ideográfica alquímica, capaz de transmitir formas abstratas de pensamento e análise conceitual. Seu legado intelectual influenciou muitos estudiosos e cineastas, desde Metz até Gutierrez Alea.

### Críticas a Eisenstein
Críticos posteriores consideraram a abordagem de Eisenstein como totalitária e asfixiante. Andrei Tarkovsky, em "Esculpir o tempo", lamenta que Eisenstein transforme o pensamento em algo despótico, privando-nos da qualidade elusiva que é uma das mais cativantes em qualquer forma de arte. Arlindo Machado sugere que o ideal de Eisenstein de um espetáculo audiovisual composto por conceitos e sensações se encaixa melhor no vídeo contemporâneo do que no cinema. Além disso, quando desvinculada de sua base dialética, a montagem associacionista de Eisenstein pode se tornar nos ideogramas comodificados da publicidade, onde o todo é mais do que a soma das partes.

### Vertov
Dziga Vertov (1896-1954), pseudônimo de Denis Arkadievitch Kaufman, era mais radical que Eisenstein. Para ele, “os filmes devem ser úteis como os sapatos”, não somente para entretenimento mas também para o intelectual, por isso rejeitava o cinema comercial e propunha um cinema verdadeiro, voltado para a exposição da realidade e a transformação social. Sua teoria da montagem permeava todo o processo cinematográfico, e ele defendia um cinema documental que revelasse a verdade oculta da vida cotidiana. Jean-Pierre Gorin e Jean-Luc Godard formaram nos anos 1960 o chamado “Grupo Dziga Vertov” para homenageá-lo. Vertov se opunha ao cinema comercial, pois acreditava ser “orientado pelo lucro”.
Vertov promovia a antropomorfização da câmera. Em seu Provisional instructions to kino-eye groups, Vertov diz que o olho humano é inferior à câmera. A edição, para Vertov, podia criar um homem “mais perfeito que Adão”. Porém, as estruturas dominantes da sociedade da época impossibilitavam o cinema de realizar esse objetivo.  Vertov demonstra em The essence of the kino-eye que visava ajudar os oprimidos do proletariado a entenderem o fenômeno da vida ao seu redor.
Vertov propôs a kino pravda, ou "cinema-verdade", uma referência ao jornal comunista Pravda. Ele enfatizava a verdade e a factualidade do cinema, mas também via o cinema como uma forma de escritura, definindo seus próprios filmes como documentários poéticos. Na prática, Vertov defendia a filmagem documental nas ruas, longe dos estúdios, para mostrar pessoas sem máscaras e revelar o que estava oculto sob a superfície dos fenômenos sociais. Influenciado pelos futuristas italianos, ele celebrava a "poesia das máquinas" e o "cine-olho" como uma forma de celebrar o mundo moderno da velocidade e das máquinas, visando servir ao socialismo.

Para Vertov, a questão da montagem era central em todo o processo cinematográfico, desde a observação até a edição final. Ele falava sobre "intervalos" de montagem, comparáveis a movimentos musicais, e defendia a arte de organizar os movimentos necessários de objetos no espaço como uma forma de arte rítmica. Sua obrigação como cineasta era decifrar mistérios e expor mistificações, tanto na tela quanto na vida real, como parte do "deciframento comunista do mundo". Ele criticava o cinema ilusionista e defendia um cinema útil e conectado à vida produtiva. Suas ideias tiveram impacto internacional, especialmente entre grupos de esquerda nos Estados Unidos, mas enfrentaram oposição do regime stalinista após 1935, quando o "realismo socialista" se tornou a estética oficial.